# 렌 (1983년)
렌(Len, 1983년 5월 31일 ~)은 2009년 '드라뮤지끄 Vol.1 - Part.1 - 슬픔속에 그댈 지워야만해'로 데뷔한 대한민국의 가수다.

## 학력
- 한신대학교 컴퓨터소프트웨어학 학사

## 방송
- 내 생애 마지막 오디션 (2012) - 우승
- 싱어게인2 (2021) - Top39